# Kyreta

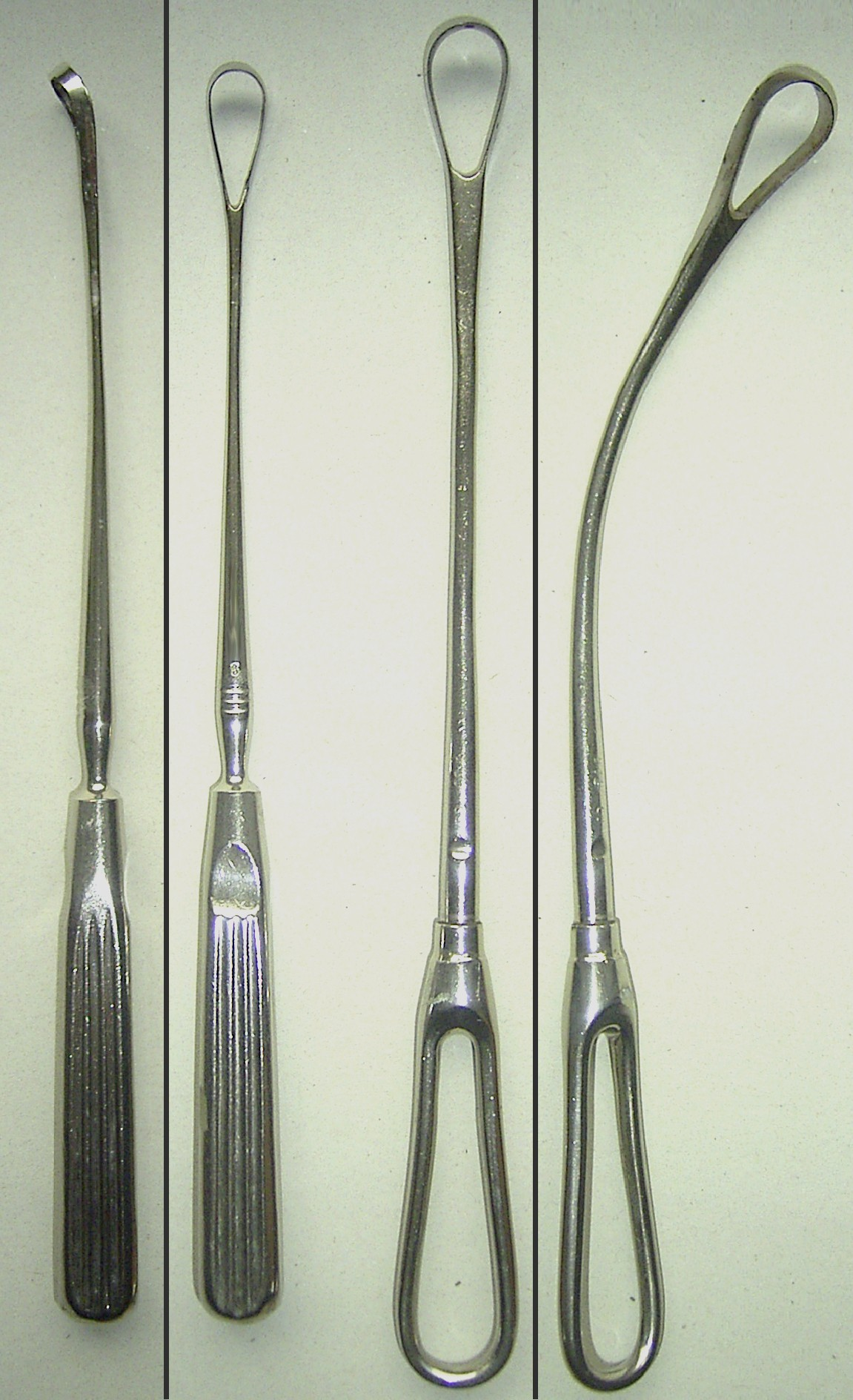
Gynekologické kyrety

Kyreta je ostrý chirurgický nástroj, sloužící k snímání části tkáně.

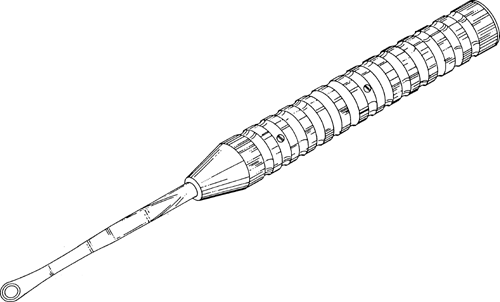
kyreta

Kyreta je obvykle tvořena velmi ostrým ostřím tvaru pásku, stočeného do požadovaného tvaru dle zamýšleného užití nástroje. Ostří je upevněno do rukojeti, v současnosti obvykle plastové. Kyrety se používají v dermatologii k odstraňování drobných nežádoucích kožních útvarů, k odběru vzorků pro biopsii, ke kyretáži děložní sliznice a dalším úkonům.